# Alexander Stieda
Alexander Stieda (* 30. Mai 1875 in  Dorpat; † 12. August 1966 in Holz bei Gmund am Tegernsee) war ein deutscher Chirurg.

## Leben
Als Sohn von Ludwig Stieda wuchs Stieda im Gouvernement Livland auf. Er besuchte Schulen in Dorpat und  Königsberg i. Pr. Nach dem Abitur studierte er an der Albert-Ludwigs-Universität Freiburg und der Albertus-Universität Königsberg Medizin. In Königsberg wurde er 1898 zum Dr. med. promoviert. In der Preußischen Armee diente er als  einjährig-freiwilliger Arzt.
1899 wurde er Assistent am Pathologisch-Hygienischen Institut in Chemnitz. Ab 1900 durchlief er die chirurgische Ausbildung im Universitätsklinikum Halle (Saale). 1906  habilitierte er sich für Chirurgie. 1909 wurde er zum Oberarzt und zum Professor ernannt. Im Ersten Weltkrieg diente er als Chefarzt eines Feldlazarettes, dann als beratender Chirurg beim Generalkommando des IV. Armee-Korps. Er wurde 1918 für die Hallenser Chirurgie reklamiert und bezog 1919 eine Arztpraxis in der Heilanstalt Weidenplan. 1919 wurde er zum Mitglied der Leopoldina gewählt. Nachdem er einen  Ruf nach Dorpat abgelehnt hatte, wurde er 1920 zum ordentlichen Honorarprofessor ernannt. 1931 hielt er sich zu Forschungszwecken in den USA auf. Nach dem Weggang von Friedrich Voelcker übernahm er als ausgewiesener Hirnchirurg mehrfach die chirurgische Hauptvorlesung. Im Zweiten Weltkrieg war er ab 1941 Beratender Chirurg im Wehrkreis IV. 1946 erhielt er eine Professur mit vollem Lehrauftrag. 1950 mit 75 Jahren  emeritiert, übersiedelte er an den Tegernsee.

## Mitgliedschaften
- Deutschnationale Volkspartei von 1919 bis zur Auflösung
- Kyffhäuserbund
- Verein für Deutsche Kulturbeziehungen im Ausland
- Alldeutscher Verband
- Bund Deutscher Osten
- Reichsverband Deutscher Offiziere
- Stahlhelm, Bund der Frontsoldaten (1922), 1934 Übertritt zur SA verweigert
- Freimaurerloge Zu den drei Degen in Halle (1923–1933)
- Förderndes Mitglied der SS
- Nationalsozialistischer Lehrerbund
- Christlich-Demokratische Union Deutschlands (DDR) (31. August 1945)

## Ehrungen
- Roter Adlerorden IV. Klasse (1913)
- Herzoglich Sachsen-Ernestinischer Hausorden, Ritterkreuz I. Klasse
- Friedrich-Kreuz
- Eisernes Kreuz II. und I. Klasse
- Kriegsverdienstkreuz (1939) 2. Klasse
- Ehrensenator der Martin-Luther-Universität Halle-Wittenberg